# The Waterfall
The Waterfall è il settimo album in studio del gruppo rock statunitense My Morning Jacket, pubblicato nel 2015.

## Tracce
1. Believe (Nobody Knows) – 4:56
2. Compound Fracture – 3:44
3. Like a River – 4:50
4. In Its Infancy (The Waterfall) – 5:12
5. Get the Point – 3:01
6. Spring (Among the Living) – 6:01
7. Thin Line – 4:03
8. Big Decisions – 3:53
9. Tropics (Erase Traces) – 5:10
10. Only Memories Remain – 7:11